# Mission: Control!
| Recensione | Giudizio |
| ---------- | -------- |
| AllMusic   | link     |

Mission: Control!  è l'album di debutto del gruppo rock statunitense Burning Airlines, pubblicato nel 1999.

## Tracce
Tutte le canzoni sono state scritte dai Burning Airlines, con testi di J. Robbins.
1. "Carnival" – 2:30
2. "Wheaton Calling" – 3:12
3. "Pacific 231" – 3:20
4. "Scissoring" – 2:32
5. "The Escape Engine" – 2:54
6. "(my pornograph)" – 1:13
7. "Meccano" – 2:51
8. "3 Sisters" – 5:47
9. "Flood of Foreign Capital" – 3:44
10. "Crowned" – 2:43
11. "Sweet Deals on Surgery" – 2:39
12. "I Sold Myself In" – 9:26